# Football League Championship 2011-12
La Football League Championship 2011/12 es la octava temporada de la segunda división inglesa, desde su creación en 2004.
Un total de 24 equipos participan en la competición, incluyendo 18 equipos de la temporada anterior, 3 que asciendan de la League One y 3 que desciendan de la Premier League 2010/11. 

## Equipos participantes

### Ascensos y descensos
| Pos | a Premier League    |
| --- | ------------------- |
| 1º  | Queens Park Rangers |
| 2º  | Norwich City        |
| 3   | Swansea (Promoción) |

| Pos | a Football League Championship |
| --- | ------------------------------ |
| 18º | Birmingham City                |
| 19º | Blackpool                      |
| 20º | West Ham                       |

| Pos | a Football League Championship  |
| --- | ------------------------------- |
| 1º  | Brighton & Hove Albion          |
| 2º  | Southampton                     |
| 3   | Peterborough United (Promoción) |

| Pos | a League One      |
| --- | ----------------- |
| 22º | Preston North End |
| 23º | Sheffield United  |
| 24º | Scunthorpe United |

Clubes participantes en la Football League Championship 2011/12:
| Club                                       | Ciudad             | Entrenador       | Estadio              | Aforo  |
| ------------------------------------------ | ------------------ | ---------------- | -------------------- | ------ |
| Barnsley                                   | Barnsley           | Keith Hill       | Oakwell              | 23.009 |
| Birmingham City                            | Birmingham         | Chris Hughton    | St Andrew's Stadium  | 30.079 |
| Blackpool                                  | Blackpool          | Ian Holloway     | Bloomfield Road      | 16.220 |
| Brighton & Hove Albion                     | Brighton           | Gustavo Poyet    | Falmer Stadium       | 22.500 |
| Bristol City                               | Bristol            | Derek McInnes    | Ashton Gate Stadium  | 21.497 |
| Burnley                                    | Burnley            | Eddie Howe       | Turf Moor            | 22.546 |
| Cardiff City                               | Cardiff            | Malky Mackay     | Cardiff City Stadium | 26.828 |
| Coventry City                              | Coventry           | Andy Thorn       | Ricoh Arena          | 32.609 |
| Crystal Palace                             | Londres            | Dougie Freedman  | Selhurst Park        | 26.309 |
| Derby County                               | Derby              | Nigel Clough     | Pride Park Stadium   | 33.597 |
| Doncaster Rovers                           | Doncaster          | Dean Saunders    | Keepmoat Stadium     | 15.231 |
| Hull City                                  | Kingston upon Hull | Nick Barmby      | KC Stadium           | 25.404 |
| Ipswich Town                               | Ipswich            | Paul Jewell      | Portman Road         | 30.311 |
| Leeds United                               | Leeds              | Simon Grayson    | Elland Road          | 39.460 |
| Leicester City                             | Leicester          | Nigel Pearson    | King Power Stadium   | 32.500 |
| Middlesbrough                              | Middlesbrough      | Tony Mowbray     | Riverside Stadium    | 34.988 |
| Millwall                                   | Londres            | Kenny Jackett    | The Den              | 20.146 |
| Nottingham Forest                          | Nottingham         | Steve Cotterill  | City Ground          | 30.576 |
| Peterborough United                        | Peterborough       | Darren Ferguson  | London Road Stadium  | 15.460 |
| Portsmouth                                 | Portsmouth         | Michael Appleton | Fratton Park         | 20.224 |
| Reading                                    | Reading            | Brian McDermott  | Madjeski Stadium     | 24.224 |
| Southampton                                | Southampton        | Nigel Adkins     | St Mary's Stadium    | 32.689 |
| Watford                                    | Watford            | Sean Dyche       | Vicarage Road        | 23.500 |
| West Ham United                            | Londres            | Sam Allardyce    | Boleyn Ground        | 35.303 |
| Datos actualizados el 26 de enero de 2012. |                    |                  |                      |        |

## Clasificación
Actualizado al 28 de abril de 2012.
 Archivado el 24 de enero de 2012 en Wayback Machine.
| Pos | Equipo                 | PJ | G  | E  | P  | GF | GC | Dif | Pts |
| --- | ---------------------- | -- | -- | -- | -- | -- | -- | --- | --- |
| 1   | Reading                | 46 | 27 | 8  | 11 | 69 | 41 | +28 | 89  |
| 2   | Southampton            | 46 | 26 | 10 | 10 | 85 | 46 | +39 | 88  |
| 3   | West Ham United        | 46 | 24 | 14 | 8  | 81 | 48 | +33 | 86  |
| 4   | Birmingham City        | 46 | 20 | 16 | 10 | 75 | 51 | +27 | 76  |
| 5   | Blackpool              | 46 | 20 | 15 | 11 | 79 | 59 | +20 | 75  |
| 6   | Cardiff City           | 46 | 19 | 18 | 9  | 66 | 53 | +13 | 75  |
| 7   | Middlesbrough          | 46 | 18 | 16 | 12 | 52 | 51 | +1  | 70  |
| 8   | Hull City              | 46 | 19 | 11 | 16 | 47 | 43 | +4  | 68  |
| 9   | Leicester City         | 46 | 18 | 12 | 16 | 66 | 55 | +11 | 66  |
| 10  | Brighton & Hove Albion | 46 | 17 | 15 | 14 | 52 | 52 | 0   | 66  |
| 11  | Watford                | 46 | 16 | 16 | 14 | 56 | 64 | -8  | 64  |
| 12  | Derby County           | 46 | 18 | 10 | 18 | 50 | 58 | -8  | 64  |
| 13  | Burnley                | 46 | 17 | 11 | 18 | 61 | 58 | +3  | 62  |
| 14  | Leeds United           | 46 | 17 | 10 | 19 | 65 | 68 | -3  | 61  |
| 15  | Ipswich Town           | 46 | 17 | 10 | 19 | 69 | 77 | -8  | 61  |
| 16  | Millwall               | 46 | 15 | 12 | 19 | 55 | 57 | -2  | 57  |
| 17  | Crystal Palace         | 46 | 13 | 17 | 16 | 46 | 51 | -5  | 56  |
| 18  | Peterborough United    | 46 | 13 | 11 | 22 | 67 | 77 | -10 | 50  |
| 19  | Nottingham Forest      | 46 | 14 | 8  | 24 | 47 | 63 | -16 | 50  |
| 20  | Bristol City           | 46 | 12 | 13 | 21 | 44 | 68 | -24 | 49  |
| 21  | Barnsley               | 46 | 13 | 9  | 24 | 49 | 74 | -25 | 48  |
| 22  | Portsmouth             | 46 | 13 | 11 | 22 | 50 | 59 | -9  | 40  |
| 23  | Coventry City          | 46 | 9  | 13 | 24 | 41 | 65 | -24 | 40  |
| 24  | Doncaster Rovers       | 46 | 8  | 12 | 26 | 43 | 80 | -37 | 36  |

J: partidos jugados; G: partidos ganados; E: partidos empatados; P: partidos perdidos; GF: goles a favor;
 GC: goles en contra; DG: diferencia de goles; Pts: puntos

|  | Campeón de la Football League Championship y asciende a la Premier League 2012/13.       |
|  | Ascendiendo a la Premier League 2012/13.                                                 |
|  | Clasificando a Play-off de ascenso.                                                      |
|  | Clasificando a Play-off de ascenso, ascendiendo, y jugando la UEFA Europa League 2012-13 |
|  | En zona de descenso a la Football League One 2012-13                                     |

## Play-offs por el ascenso a la Premier League
|  | Semifinales                      | Semifinales                      | Semifinales                      |   |                 | Final      | Final      |  |
|  | Ida 3 y 4 - Vuelta 7 y 9 de mayo | Ida 3 y 4 - Vuelta 7 y 9 de mayo | Ida 3 y 4 - Vuelta 7 y 9 de mayo |   |                 | 19 de mayo | 19 de mayo |  |
|  |                                  |                                  |                                  |   |                 |            |            |  |
|  |                                  |                                  |                                  |   |                 |            |            |  |
|  | Cardiff City                     | 0                                | 0                                |   |                 |            |            |  |
|  | Cardiff City                     | 0                                | 0                                |   |                 |            |            |  |
|  | West Ham United                  | 2                                | 3                                |   |                 |            |            |  |
|  | West Ham United                  | 2                                | 3                                |   | West Ham United | 2          |            |  |
|  |                                  |                                  |                                  |   | West Ham United | 2          |            |  |
|  |                                  |                                  | Blackpool                        | 1 |                 |            |            |  |
|  | Blackpool                        | 1                                | Blackpool                        | 1 | 2               |            |            |  |
|  | Blackpool                        | 1                                |                                  |   | 2               |            |            |  |
|  | Birmingham City                  | 0                                | 2                                |   |                 |            |            |  |
|  | Birmingham City                  | 0                                | 2                                |   |                 |            |            |  |
|  |                                  |                                  |                                  |   |                 |            |            |  |